# Franklin Cale
Franklin Cale (Città del Capo, 10 maggio 1983) è un ex calciatore sudafricano, di ruolo  centrocampista.

## Carriera

### Club
Ha sempre giocato nella massima serie sudafricana.
Con l'Ajax Cape Town vinse due coppe nazionali.

### Nazionale
Vanta cinque presenze con la nazionale sudafricana, tutte tra il 2009 e il 2010.

## Statistiche

### Cronologia presenze e reti in Nazionale
| Cronologia completa delle presenze e delle reti in nazionale ― Sudafrica | Cronologia completa delle presenze e delle reti in nazionale ― Sudafrica | Cronologia completa delle presenze e delle reti in nazionale ― Sudafrica | Cronologia completa delle presenze e delle reti in nazionale ― Sudafrica | Cronologia completa delle presenze e delle reti in nazionale ― Sudafrica | Cronologia completa delle presenze e delle reti in nazionale ― Sudafrica | Cronologia completa delle presenze e delle reti in nazionale ― Sudafrica | Cronologia completa delle presenze e delle reti in nazionale ― Sudafrica |
| Data                                                                     | Città                                                                    | In casa                                                                  | Risultato                                                                | Ospiti                                                                   | Competizione                                                             | Reti                                                                     | Note                                                                     |
| ------------------------------------------------------------------------ | ------------------------------------------------------------------------ | ------------------------------------------------------------------------ | ------------------------------------------------------------------------ | ------------------------------------------------------------------------ | ------------------------------------------------------------------------ | ------------------------------------------------------------------------ | ------------------------------------------------------------------------ |
| 10-10-2009                                                               | Oslo                                                                     | Norvegia                                                                 | 1 – 0                                                                    | Sudafrica                                                                | Amichevole                                                               | -                                                                        | 73’                                                                      |
| 13-10-2009                                                               | Reykjavík                                                                | Islanda                                                                  | 1 – 0                                                                    | Sudafrica                                                                | Amichevole                                                               | -                                                                        | 61’                                                                      |
| 27-1-2010                                                                | Durban                                                                   | Sudafrica                                                                | 3 – 0                                                                    | Zimbabwe                                                                 | Amichevole                                                               | -                                                                        | 63’                                                                      |
| 1-4-2010                                                                 | Asunción                                                                 | Paraguay                                                                 | 1 – 1                                                                    | Sudafrica                                                                | Amichevole                                                               | -                                                                        | 72’                                                                      |
| 24-5-2010                                                                | Johannesburg                                                             | Sudafrica                                                                | 1 – 1                                                                    | Bulgaria                                                                 | Amichevole                                                               | -                                                                        | 78’                                                                      |
| Totale                                                                   |                                                                          | Presenze                                                                 | 5                                                                        |                                                                          | Reti                                                                     | 0                                                                        |                                                                          |

## Palmarès

### Club
- Coppa del Sud Africa: 2

Ajax Cape Town: 2006-2007, 2011-2012